# さよならは突然に
「さよならは突然に」（さよならはとつぜんに）は、1972年に発表されたザ・ピーナッツの楽曲である。

## 概要
1972年、鈴木邦彦が作曲を手がけた。数少ない鈴木作曲のものであるが、過去にも鈴木は「ガラスの城」などを手がけたことがある。雨の中の突然の「さよなら」や「別れ」をイメージした楽曲となっている。
ザ・ピーナッツがこの頃より引退を検討していたこともあり、この頃より1975年4月に引退するまでの間、ザ・ピーナッツの楽曲は全てではないが「さよなら」をイメージした楽曲が多くなった（「さよならは微笑んで」や「お別れですあなた」等）。
同年の『第23回NHK紅白歌合戦』でも歌唱された。ただし、その時の指揮者は作曲を担当した鈴木ではなく宮川泰であった（宮川の飛び入りの指揮であった）。その際、対戦相手のビリー・バンバンは「さよならをするために」を歌唱したので、「さよなら」対決でもあった。なお、ザ・ピーナッツは後に「さよならをするために」のカヴァーも行っている。この時、冒頭の曲の紹介を佐良直美が行っていた。
1975年4月5日開催の『ザ・ピーナッツ さよなら公演』（NHKホール実施分）では「情熱の砂漠」の1番とこの「さよならは突然に」の2番を組み合わせて歌唱を行った。
上記の『紅白歌合戦』および『さよなら公演』の映像はNHK内に保存されている。

## 作成者
- 作詞：山上路夫
- 作曲・編曲：鈴木邦彦